# Dagon (Film)
Dagon (englischer Originaltitel: H.P. Lovecraft’s Dagon, spanischer Originaltitel: Dagon, la secta del mar) ist ein spanischer Horrorfilm des Regisseurs Stuart Gordon aus dem Jahr 2001 nach der gleichnamigen Kurzgeschichte Dagon und der Novelle Schatten über Innsmouth des US-amerikanischen Schriftstellers H. P. Lovecraft.

## Handlung
Paul Marsh und seine Freundin Barbara machen zusammen mit ihren Freunden Howard und Vicki Segelurlaub vor der Küste Spaniens, der Heimat von Pauls Mutter. Während der Reise wird Paul von Alpträumen geplagt, in denen er unter Wasser zusammen mit einer schönen Meerjungfrau mit schwarzem Haar und grünen Augen schwimmt. Als die Urlauber an dem kleinen Fischerdorf Imbocca vorübersegeln, hören diese einen seltsamen Gesang von dem Dorf und ein Sturm erscheint, der das Schiff auf einen Felsen kentern lässt. Howard bleibt mit Vicki, die verletzt ist, auf dem Boot zurück, während Paul und Barbara in Imbocca Hilfe holen wollen.
Das Dorf macht einen verlassenen Eindruck. In einem Hotel versucht Barbara mittels ihrer Fremdsprachenkenntnisse Hilfe zu organisieren, während Paul das ihnen angebotene, schäbige Hotelzimmer begutachtet. Auf den Straßen erscheinen indessen merkwürdig aussehende Personen, von denen einige grunzen oder humpeln und kaum mehr menschlich aussehen. Sie versuchen in das Hotelzimmer einzudringen und Paul flüchtet durch ein Fenster. Er landet in einer alten Gerberei, wo offensichtlich Menschenhaut verarbeitet wird.
In einer Gasse begegnet Paul einem betrunkenen alten Mann mit Namen Ezequiel, der behauptet, der letzte Mensch im Dorf zu sein und ihm die Geschichte des Fischerdorfes erzählt. Das Dorf war aufgrund der Überfischung verarmt gewesen und in ihrer Verzweiflung beteten die Dorfbewohner zu Gott, er möge ihnen Fische zukommen lassen. Einer der Seeleute, Cambarro, hatte auf einer Seefahrt ein altes Artefakt gefunden, mit dem man Dagon, den Meeresgott, nach Imbocca bringen konnte. Einige der Dorfbewohner folgten ihm zum Ufer, wo er den Meeresgott zu sich lockte. Am nächsten Tag wurden viele Fische an den Strand gespült und dazu auch Goldschmuck, wodurch das Dorf zu Reichtum kam. Die Dorfbewohner vertrieben den alten Pfarrer und zerstörten alles Christliche aus dem Dorf. Die Kirche wurde zu einem Tempel zu Ehren Dagons und die Cambarros wurden zu Hohepriestern des Kultes. Im Laufe der Zeit reichten die Gebete der Dorfbewohner nicht mehr und Dagon verlangte Menschenopfer. Die Männer des Dorfes wurden getötet, die Frauen wurden Dagon als Bräute dargeboten, damit dieser mit ihnen Kinder zeugen konnte. Die daraus entstandenen Nachkommen waren unsterblich und konnten im Wasser leben. Um Opfer in das Dorf zu locken, benutzen sie die gegerbten Häute als menschliche Verkleidung.
Paul, der diese Geschichte nicht glaubt, aber mit seinen Freunden aus dem seltsamen Dorf fliehen will, sucht nach einem Auto. Dafür muss er allerdings in das Anwesen des Bürgermeisters einbrechen, da dieser als Einziger ein Auto hat. Als Paul in der Villa nach dem Schlüssel sucht, wird er dabei fast von dem Bürgermeister erwischt und flüchtet in ein offenes Zimmer, wo er eine junge Frau vorfindet. Nachdem diese den Bürgermeister, der ihr Vater ist, weglockt, offenbart sie sich als Uxia. Indessen bemerkt Paul, dass die junge Frau exakt so aussieht wie die Frau aus seinen Alpträumen. Uxia, die auf einen Rollstuhl angewiesen ist, versucht Paul zu verführen. Anfangs noch widerstrebend, ergibt er sich der schönen Fremden. Als er sie auszuziehen beginnt, bemerkt er, dass sie an der Hüfte Kiemen hat. Als er ihr die Decke vom Leib reißt, offenbart sich der Grund für ihre Gehbehinderung: Sie ist ein Kind Dagons und hat statt Beinen Tentakel.
Angewidert läuft Paul weg, während Uxias verzweifelte Rufe nach ihm das Personal auf ihn aufmerksam macht, so dass er geschnappt wird.
Paul wird wie auch Ezequiel gefangen genommen und weggesperrt. Dabei findet er auch Barbara und Vicky wieder. Während Barbara unversehrt ist, sitzt Vicky völlig traumatisiert und verletzt in einer Ecke und erzählt, dass sie und Howard von einer riesigen Kreatur angegriffen wurden. Howard wurde dabei getötet, während Vicky von der Kreatur überall angefasst wurde und ihre Beine dabei verlor. Seitdem glaubt sie, irgendetwas wächst in ihr. Ezequiel meint, Vicky sei von Dagon vergewaltigt worden und sei nun von ihm schwanger. Vicky, die mit dieser Erkenntnis nicht klarkommt, begeht Suizid, wonach Barbara Paul bittet sie zu töten, falls ihr dasselbe Schicksal droht.
Einige Stunden später werden Paul und Ezequiel in die alte Gerberei verschleppt. Dort sollen sie zu neuen Hautmänteln verarbeitet werden. Während Ezequiel bei lebendigen Leib gehäutet wird, spricht Paul das Sterbesakrament, um so Ezequiel den Wunsch zu erfüllen, als Christ zu sterben. Kurz bevor die Kultisten mit Paul anfangen, taucht Uxia auf und fordert die Männer auf, ihn am Leben zu lassen. Sie erklärt ihm, dass er ihr gehöre und schon bald mit ihr in das Reich Dagons gehen wird. Ein Reich, wo er sein Leben als Mensch vergessen und ewig mit ihr leben wird. Paul, der dies zum Schein akzeptiert, wird freigelassen.
Mit einem Benzinkanister betritt Paul die Kirche des Ortes, wo er eine rituelle Zeremonie unterbricht, bei der Barbara dem Gott Dagon zur Braut gegeben werden soll. Uxia leitet als Hohepriesterin das Ritual. Paul übergießt einige der Anwesenden mit Benzin und zündet sie mit seinem Feuerzeug an. Er versucht Barbara zu befreien, doch er kommt zu spät. Er kann nur noch eine gebrochene, von Tintenfischöl überzogene Barbara aus den Becken Dagons ziehen, die ihn bittet sie zu töten. Paul zögert, was Dagon ausnutzt: Er zerrt Barbara mit in die Tiefe, wobei nur noch ihre Arme zurückbleiben. Die Dorfbewohner greifen Paul an und der Bürgermeister will ihn aufgrund seiner Tat erschlagen. Jedoch mischt sich Uxia ein und offenbart dabei Pauls Vergangenheit: Pauls Mutter war eine von Dagons Bräuten und konnte aus Imbocca fliehen. Zu diesem Zeitpunkt war Paul, der eigentlich Pablo Camborra hieß, bereits geboren. Somit ist Paul ein Kind Dagons und Uxia ist seine Halbschwester. Als Paul droht, das gesamte Dorf niederzubrennen, versucht Uxia ihn dazu zu überreden, sein Schicksal zu akzeptieren, ein Kind Dagons zu sein und ihr Geliebter zu werden. Paul, der dies nicht akzeptieren will und einsieht, dass seine Verwandlung zu einem Fischwesen fast abgeschlossen ist, sieht nur einen Ausweg: den Suizid. Er übergießt sich selbst mit Benzin und zündet sich an. Verzweifelt wirft Uxia sich und Paul in das Ritusbecken Dagons. Kaum ist Paul im Wasser, beginnt seine Vollendung als Fischwesen. Uxia schwimmt wie in dem Traum neben Paul und dieser akzeptiert sein Schicksal und schwimmt mit seiner Halbschwester und Geliebten zur Höhle Dagons.
Der Film endet mit einem Zitat aus Schatten über Innsmouth:

“We shall swim out to that brooding reef in the sea and dive down through black abysses to cyclopean and many columned Y'ha-nthlei, and in that lair of the Deep Ones we shall dwell amidst wonder and glory for ever.”

„Wir werden hinaus zu jenem finsteren Riff im Meer schwimmen, und tief hinabtauchen, durch schwarze Abgründe, in das zyklopische und säulenreiche Y'ha-nthlei, und an jenem Zufluchtsort der Tiefen Wesen, inmitten von Wundern und Glanz, dürfen wir leben für alle Zeit.“

## Kritik
Das Lexikon des internationalen Films war zwiegespalten in seiner Kritik: „Ein atmosphärisch dichter Horrorfilm nach einer Geschichte von H.P. Lovecraft, der trotz eindeutiger Genreversatzstücke wegen vieler Ungereimtheiten und unnötig ekliger Szenen durch seine recht kompromisslose Gangart bestenfalls Fans bei der Stange zu halten versteht.“